# Piaractus
Piaractus es un género de peces agua dulce de América del Sur, de la familia Serrasalmidae —la misma de las pirañas— y en la subfamilia Colossominae.

## Especies
El género Piaractus tiene las siguientes especies:
- Piaractus brachypomus: gambitana, pacu blanco,[2] pirapitinga,[2] pirapatinga,[1] pacu rojo,[2] paco.[2]
- Piaractus mesopotamicus: pacú,[3] pez chato,[3] mbiraí-piraí.[3]
- Piaractus orinoquensis: morocoto o cachama blanca.[4]